# Pseudodesmodora bulbosa
Pseudodesmodora bulbosa is een rondwormensoort uit de familie van de Desmodoridae. De wetenschappelijke naam van de soort is voor het eerst geldig gepubliceerd in 1985 door Jensen.